# 4581 Asclepius
4581 Asclepius este un asteroid din grupul Apollo, descoperit pe 31 martie 1989 de Henry Holt și Norman Thomas.